# Régiment d'Orléans cavalerie
Pour les articles homonymes, voir Régiment d'Orléans (homonymie).
Le régiment d'Orléans cavalerie est un régiment de cavalerie français d'Ancien Régime créé en 1670 devenu sous la Révolution le 13e régiment de cavalerie puis le 22e régiment de dragons à partir du Premier Empire.

## Création et différentes dénominations
- 1670 : création du régiment d’Orléans cavalerie
- 15 août 1714 : renforcé par incorporation du régiment de Montpeyroux, créé en 1688, qui avait combattu dans la guerre de la Ligue d'Augsbourg et celle de Succession d'Espagne[1].
- 1er décembre 1761 : renforcé par incorporation du régiment de Crussol cavalerie[2]
- 1er janvier 1791 : renommé 13e régiment de cavalerie
- 24 septembre 1803 : devient le 22e régiment de dragons
- 14 mai 1814 : licencié par incorporation des 1er et 2e escadrons à Pontivy  dans  les  3e et 5e régiments de dragons, des 3e et 4e escadrons à Lyon dans les 13e et 18e régiments de dragons

## Équipement

### Étendards
6 étendards de « soye rouge, Soleil au milieu, les armes d’Orléans, & fleurs de lys brodées d’or aux coins, & frangez d’or ».

Étendards du régiment d’Orléans
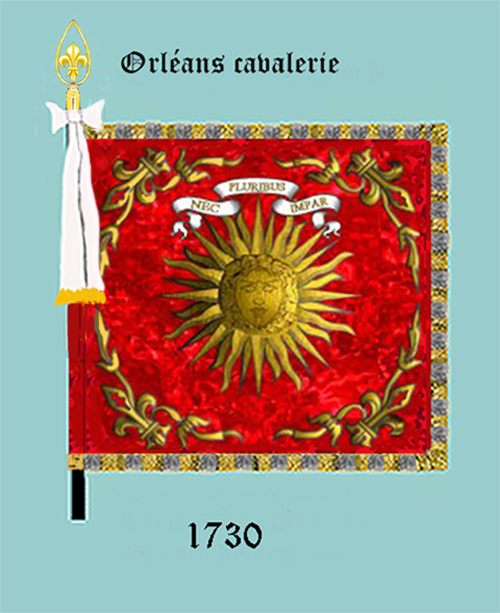
vers 1730
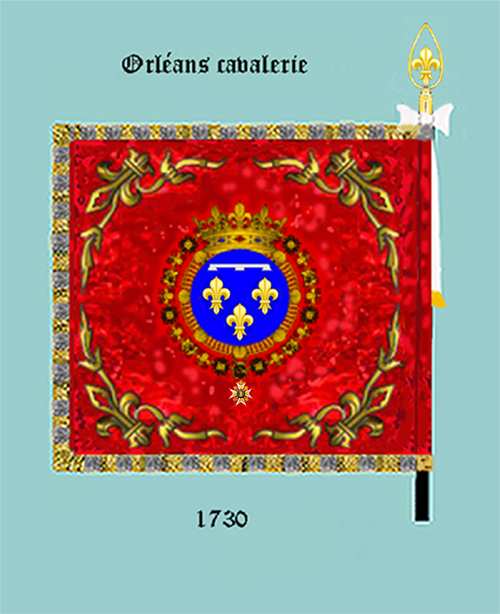
vers 1730
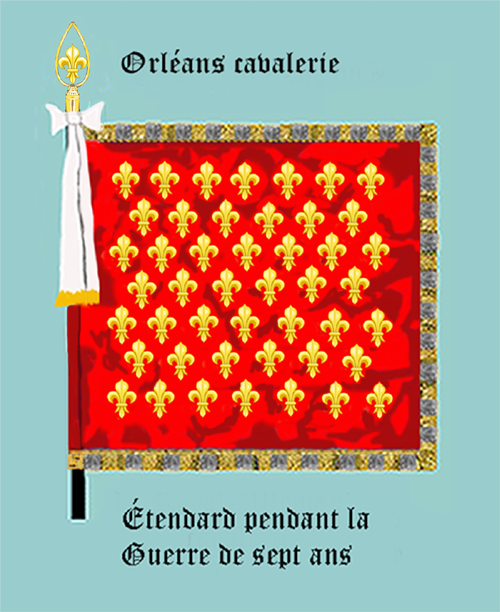
guerre de sept ans (avers)
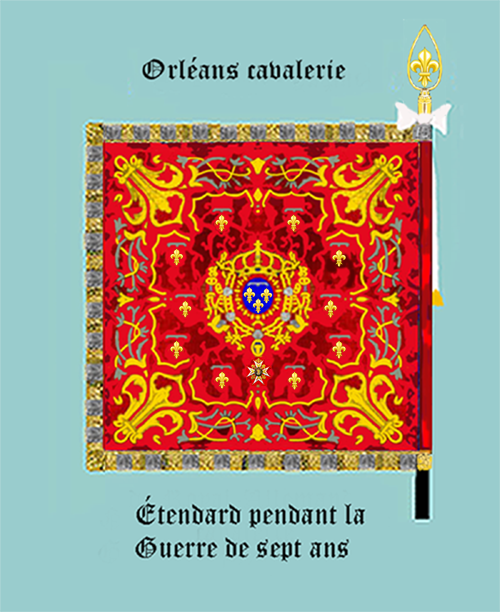
guerre de sept ans (revers)
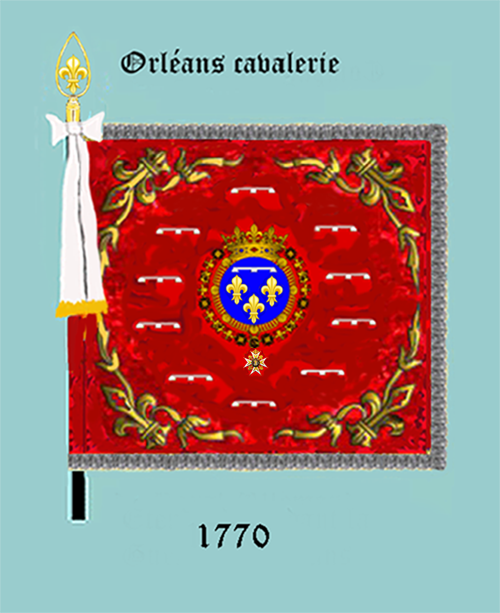
1770
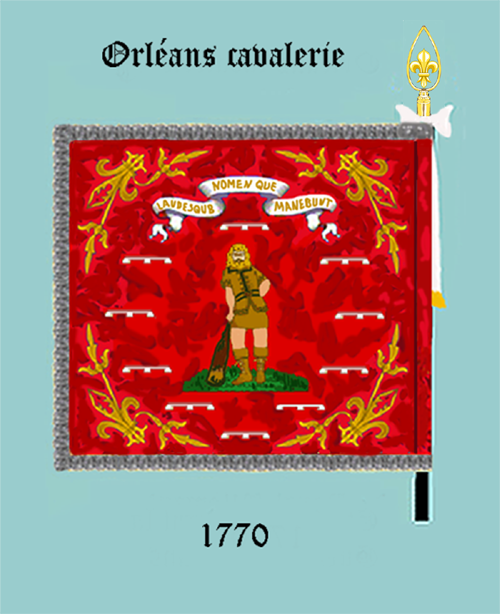
1770
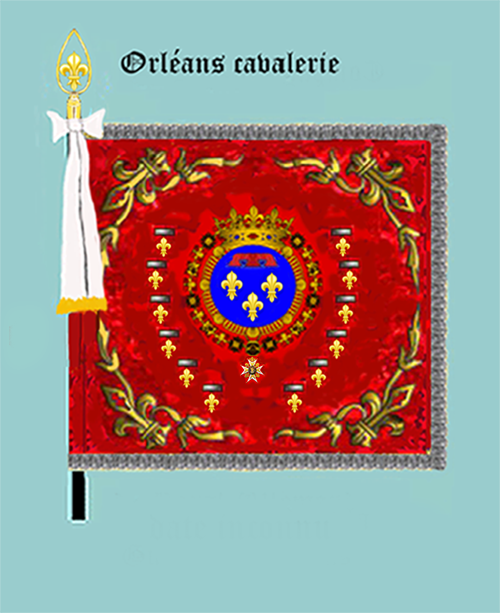
date inconnue

### Habillement

Uniformes
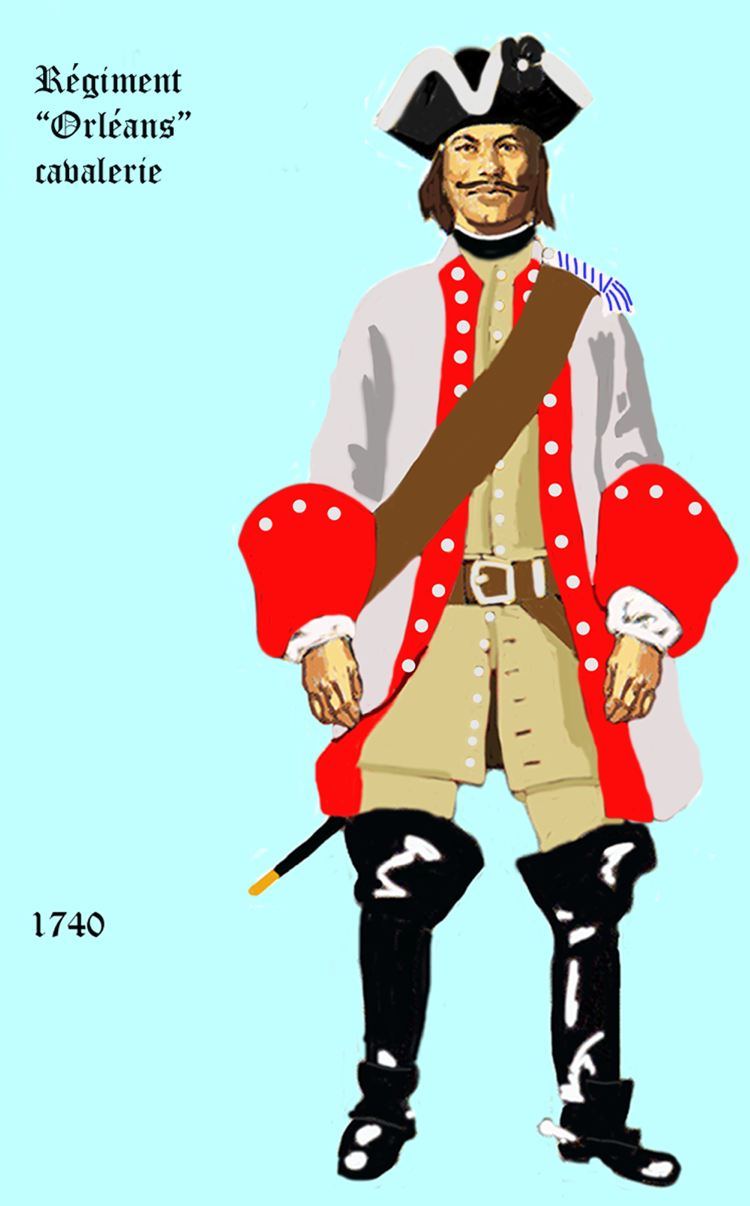
régiment d’Orléans de 1740 à 1757
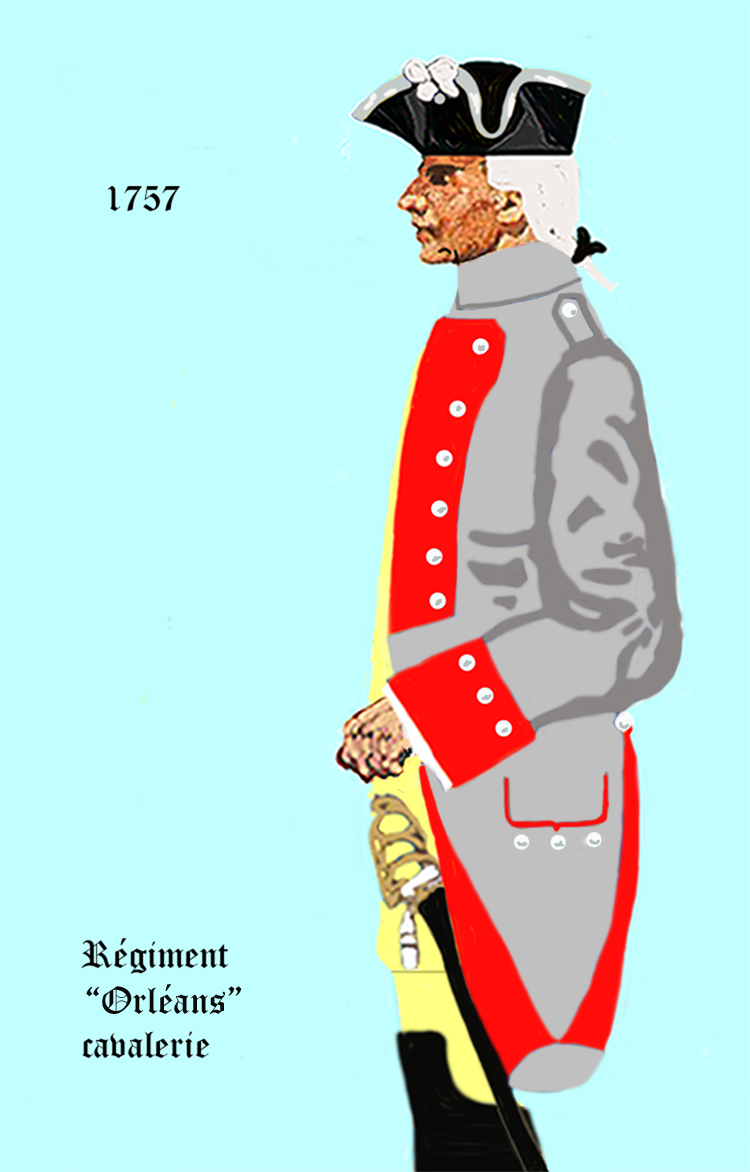
régiment d’Orléans de 1757 à 1762
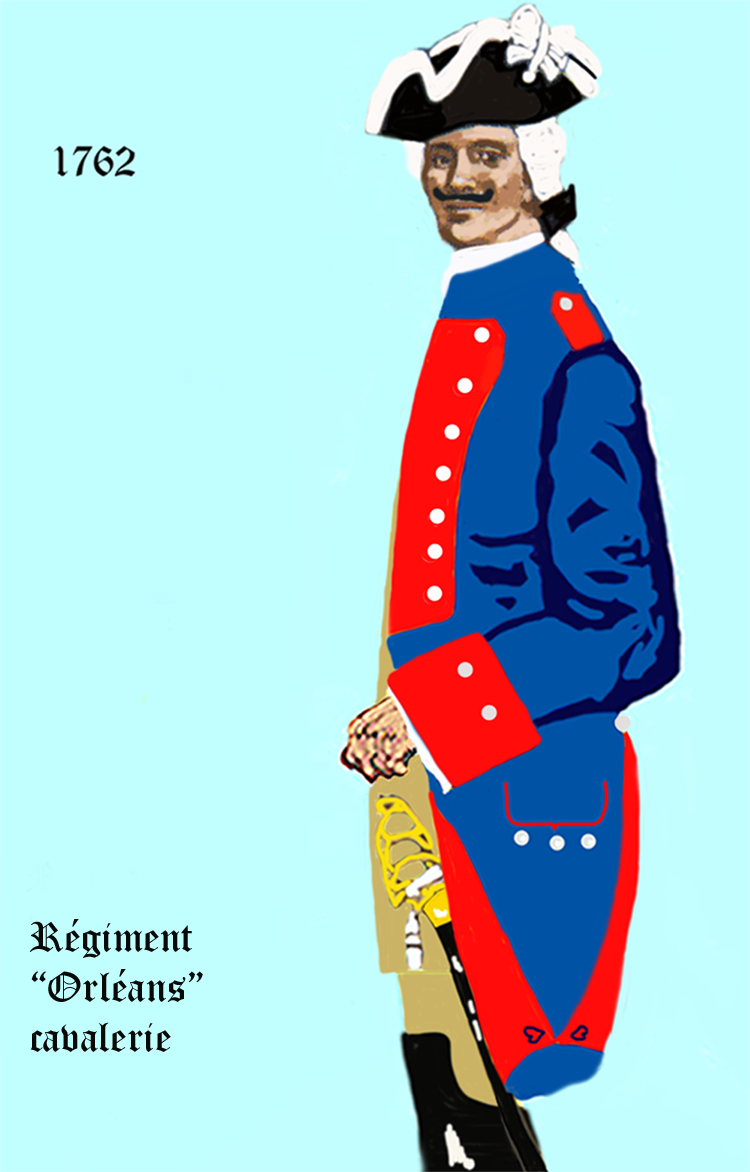
régiment d’Orléans de 1762 à 1767
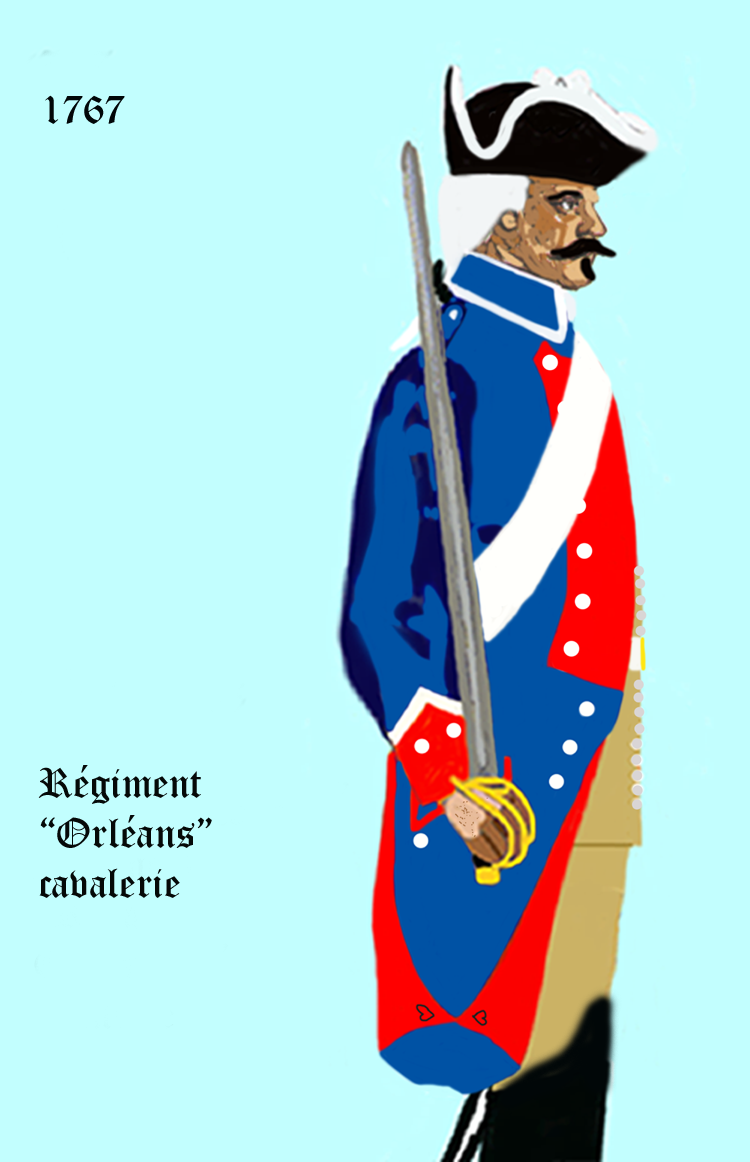
régiment d’Orléans de 1767 à 1776

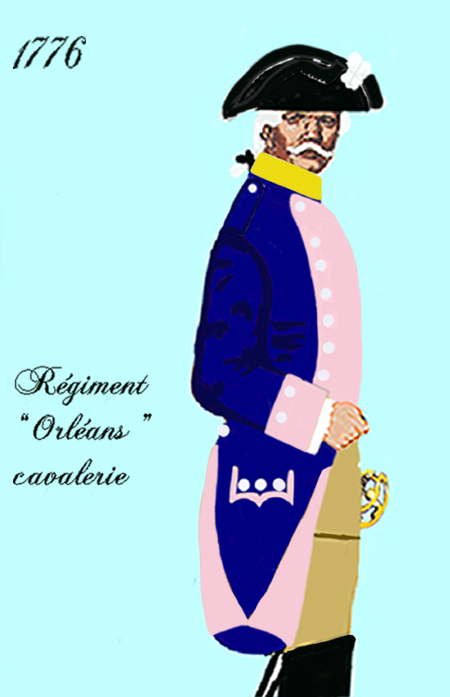
régiment d’Orléans de 1776 à 1779
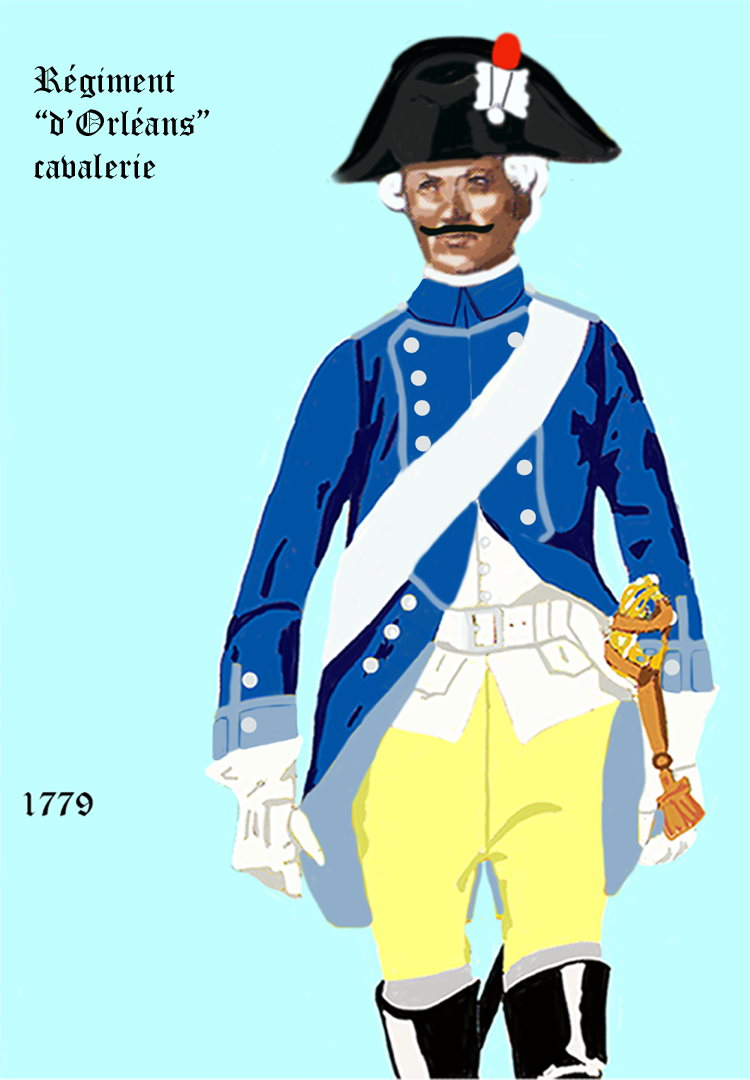
régiment d’Orléans de 1779 à 1786
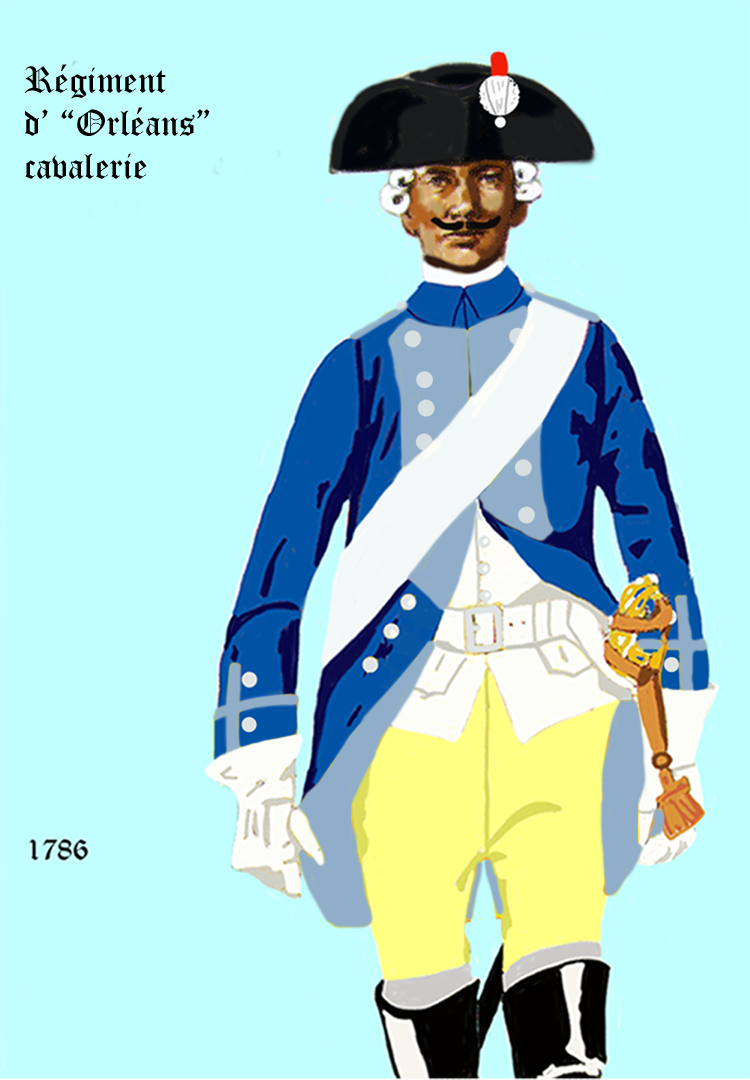
régiment d’Orléans de 1786 à 1791
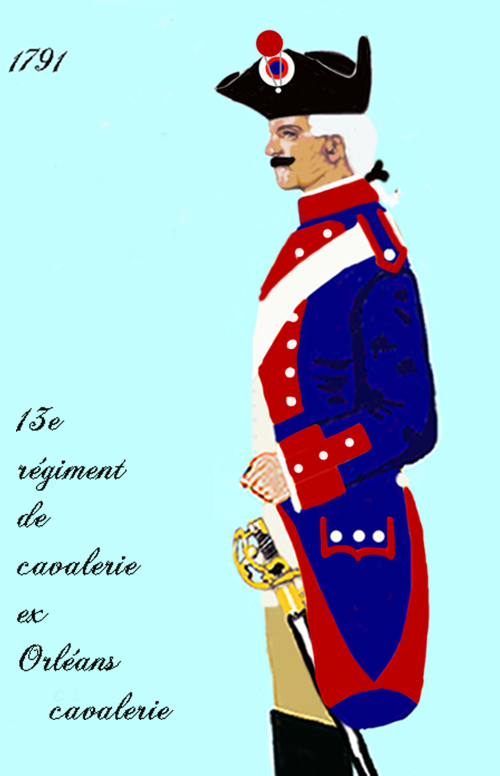
13e régiment de cavalerie à partir de 1791

## Historique

### Colonels et mestres de camp
- 1670 : N., commandeur de Valençay
- 1672 : N., chevalier de La Rochefoucauld
- 1er mars  1673 : Nicolas Auguste de La Baume, chevalier de Montrevel puis marquis de Montrevel puis maréchal de Montrevel, brigadier le 25 février 1677, maréchal de camp le 24 août 1688, lieutenant général des armées du roi le 30 mars 1693, maréchal de France le 14 janvier 1703, † 11 octobre 1716
- 29 août 1675 : Louis du Fossé de La Mothe, comte de Watteville
- mai 1690 : N., comte de Saulx-Tavannes
- 1er mai 1693 : Jacques Joseph Vipart, marquis de Silly, brigadier le 29 janvier 1702, maréchal de camp le 26 octobre 1704, lieutenant général des armées du roi le 8 mars 1718, † 19 novembre 1727
- 25 décembre 1704 : Nicolas Louis Grostête de Jouy
- 6 mars 1719 : Henri François, comte de Ségur
- 10 mars 1734 : Louis Robert Malet de Valsemé, marquis de Valsemé puis comte de Graville en mai 1730, brigadier le 18 octobre 1734, maréchal de camp le 20 février 1743, lieutenant général des armées du roi le 1er janvier 1748
- 20 février 1743 : N. de Rohan, comte de Montauban
- 3 mars 1747[4] : Louis de Drummond, comte de Melfort, brigadier le 1er mai 1758, maréchal de camp le 20 février 1761 & lieutenant-général des armées du roi en 1780.
- 10 avril 1752 : Louis Gabriel de Conflans d’Armentières, comte de Conflans, brigadier le 20 février 1761, maréchal de camp le 25 juillet 1762
- 27 avril 1761 : Jacques, marquis de Noë
- 21 mai 1766 : Charles Georges, marquis de Clermont-Gallerande
- 1er janvier 1784 : Augustin Jean Louis Antoine, comte de Barbançon
- 25 juillet 1791 : Hyacinthe Vincent Marie de Kérisquet de Gibon
- 23 mars 1792 : Pierre Lavaux Saint-Étienne Lalande
- 27 mai 1792 : Barthélemy de Bassignac d’Anglars
- 12 juillet 1792 : Charles Antoine Christophe Guerpel
- 19 décembre 1792 : Antoine Raymond Faral
- 1er mai 1794 : Jean Aubry
- 2 avril 1797 : André Balmont
- 6 juillet 1800 : N. Béclerc
- 3 décembre 1802 : Jean-Auguste Carrié
- 5 avril 1807 : N. Frossard
- 28 décembre 1809 : N. Blancheville
- 29 juin 1810 : Félix Rozat
- 25 novembre 1813 : N. Chaillot
- 1814 : Charles Adam

### Campagnes et batailles
- Guerre de Succession d'Espagne

15 novembre 1703: bataille de Spire
- Guerre de Succession d'Autriche

11 mai 1745: bataille de Fontenoy
- 1792
- Siège de Lille

### Quartiers
- Guise[3]